# Festa de São Francisco das Chagas

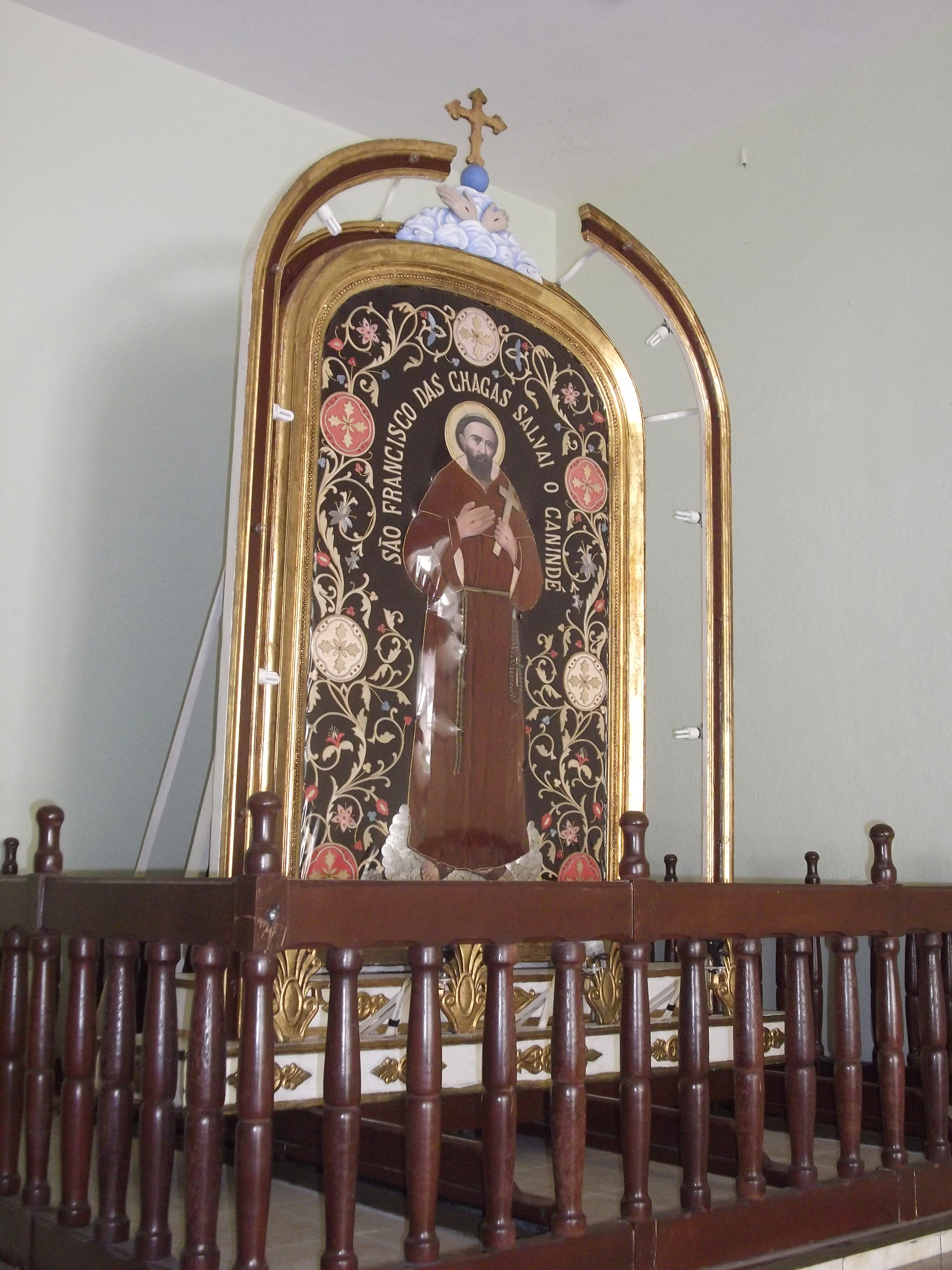
Painel de São Francisco (aqui fotografado em 2012) que é levado pelos fiéis da Casa dos Milagres (ao lado da Basílica de São Francisco) para a Praça dos Romeiros durante o novenário.

A Festa de São Francisco das Chagas é uma festa de tradição católica que acontece todos os anos, de 24 de setembro a 4 outubro na cidade de Canindé, Arquidiocese de Fortaleza, no Estado do Ceará, sendo organizada pelo Santuário de São Francisco das Chagas. 

## História
Canindé em 1817 tornou-se um distrito com o nome de São Francisco das Chagas de Canindé", tornando-se em 1914 a cidade de Canindé. Em 1818 a Paróquia de Canindé foi criada e a igreja de São Francisco passou a ser administrada por uma comunidade de frades capuchinhos. Esses frades fizeram uma radical reforma nas estruturas da igreja, ficando a frente dela até 1923, quando os frades franciscanos menores assumiram o santuário.

## Festa e Romaria a São Francisco
Tradicionalmente, a Festa de São Francisco ocorre do dia 24 de setembro ao dia 4 de outubro, data dedicada ao santo e feriado municipal, com alterações ocorrendo apenas em casos excepcionais (ou em anos eleitorais). No primeiro dia realiza-se a abertura da festa, com o hasteamento das bandeiras de São Francisco e do município de Canindé, marcando simbolicamente o início do evento. A novena é transmitida pelas rádios, além das redes sociais do Santuário de Canindé. A festa movimenta fiéis de todo o mundo, que se deslocam para Canindé para prestigiar o novenário. O número de pessoas que passam pela cidade durante esse período ultrapassa os 600 mil, gerando uma grande movimentação econômica em todo o município.
A Romaria de Canindé é parte integral da cultura do município e do estado do Ceará, tendo sido reconhecida como manifestação cultural pelo Senado Federal em 2024. A celebração atrai milhares de pessoas à cidade por meio de diversas caravanas que chegam semanas antes do início do novenário, vindas de várias cidades de todo o país, entre elas, destaca-se a tradicional caravana oriunda da cidade de Codó, no Maranhão.